# Fusil de aguja

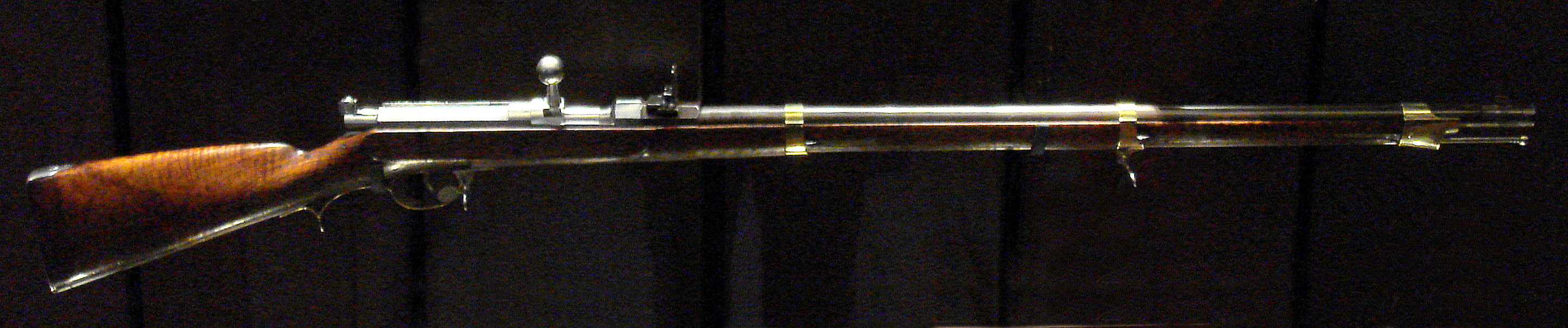
Fusil Dreyse, modelo 1865.

El fusil de aguja es un tipo de fusil de cerrojo, que posee un percutor con forma de aguja el cual atraviesa el cartucho de papel y su carga propulsora para golpear la cápsula fulminante situada en la base de la bala. 

## Fusil de aguja Pauly

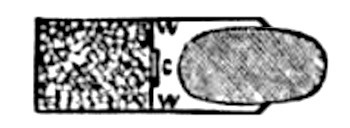
Esquema del cartucho de un fusil de aguja, mostrando el casquillo de papel, el taco y la bala con forma de bellota.

El primer fusil de aguja experimental fue diseñado por Jean Samuel Pauly, un armero suizo.
En París en 1808, en conjunto con el armero francés François Prélat, Pauly creó los primeros cartuchos propiamente dichos: estos incorporaban una base de cobre con una cápsula de fulminato de mercurio integrada (la mayor innovación de Pauly), una bala redonda y un cuerpo de papel o de latón. El cartucho era cargado en la recámara del fusil y era disparado por el percutor en forma de aguja. El percutor tipo aguja y el cartucho de percusión central pasaron a ser importantes características de las armas de fuego subsiguientes. El arma de fuego correspondiente también fue desarrollada por Pauly. Pauly creó una versión mejorada, la cual fue patentada el 29 de septiembre de 1812. El cartucho fue mejorado por el armero francés Casimir Lefaucheux en 1836.
En 1809 Pauly empleó al alemán Johann Nikolaus von Dreyse, quien más tarde habría de inventar el famoso fusil Dreyse.

## Fusil de aguja Dreyse

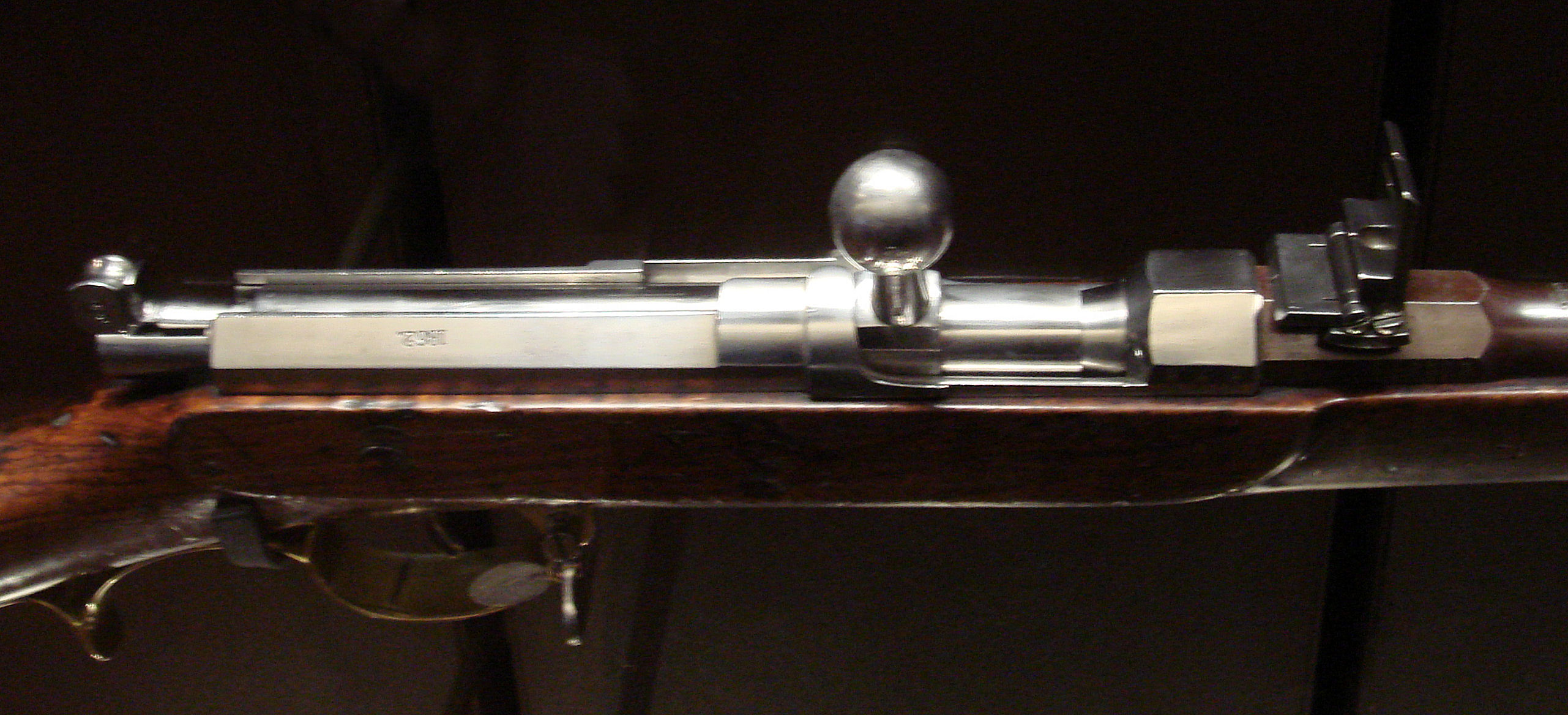
Mecanismo Dreyse, modelo 1865.

El primer fusil de aguja producido en masa fue inventado por el armero alemán Johann Nikolaus von Dreyse, quien, desde 1824, había llevado a cabo varios experimentos, y en 1836 produjo el primer fusil de aguja con un cerrojo fiable, que disparaba un cartucho unitario.
Los primeros fusiles Dreyse eran de ánima lisa. Los fusiles Dreyse posteriores adoptados por el Ejército Prusiano eran fusiles que utilizanban cartuchos unitarios con casquillos combustibles, que montaban balas oblongas de plomo sobre un "taco" de papel maché. 
Desde 1848 en adelante la nueva arma fue introducida gradualmente en el servicio prusiano. El fusil Dreyse fue ampliamente utilizado durante la guerra austro-prusiana de 1866, cumpliendo un papel decisivo en la Batalla de Königgrätz.

## Fusil de aguja Doersch y von Baumgarten
Este fusil Modelo 1861 fue una mejora del fusil Dreyse, realizada por Johannes Doersch y Cramer von Baumgarten, quienes acortaron el mecanismo de aguja y movieron la manija hacia la parte posterior del cerrojo. El fusil fue adoptado oficialmente por el Principado de Schaumburg-Lippe. Más de mil ejemplares fueron producidos hasta que el principado fue forzado a unirse al Imperio Alemán en 1871.

## Fusil de aguja Carl
En 1865, Johannes Friedrich Christian Carl (también llamado "Carlé" o "Karl"), un agente comercial naviero y asegurador oriundo de Hamburgo, patentó un fusil de aguja el cual era una mejora del fusil Dreyse. Sohs, un ciudadano de Hamburgo, participó en su diseño y desarrollo.
El fusil Carl fue adoptado oficialmente por el Imperio Ruso en 1867. Solo 215.500 unidades fueron fabricadas en Rusia, ya que poco tiempo después, los fusiles de aguja fueron reemplazados por fusiles con cartuchos metálicos, tales como el fusil Berdan.

## Fusil de aguja Chassepot

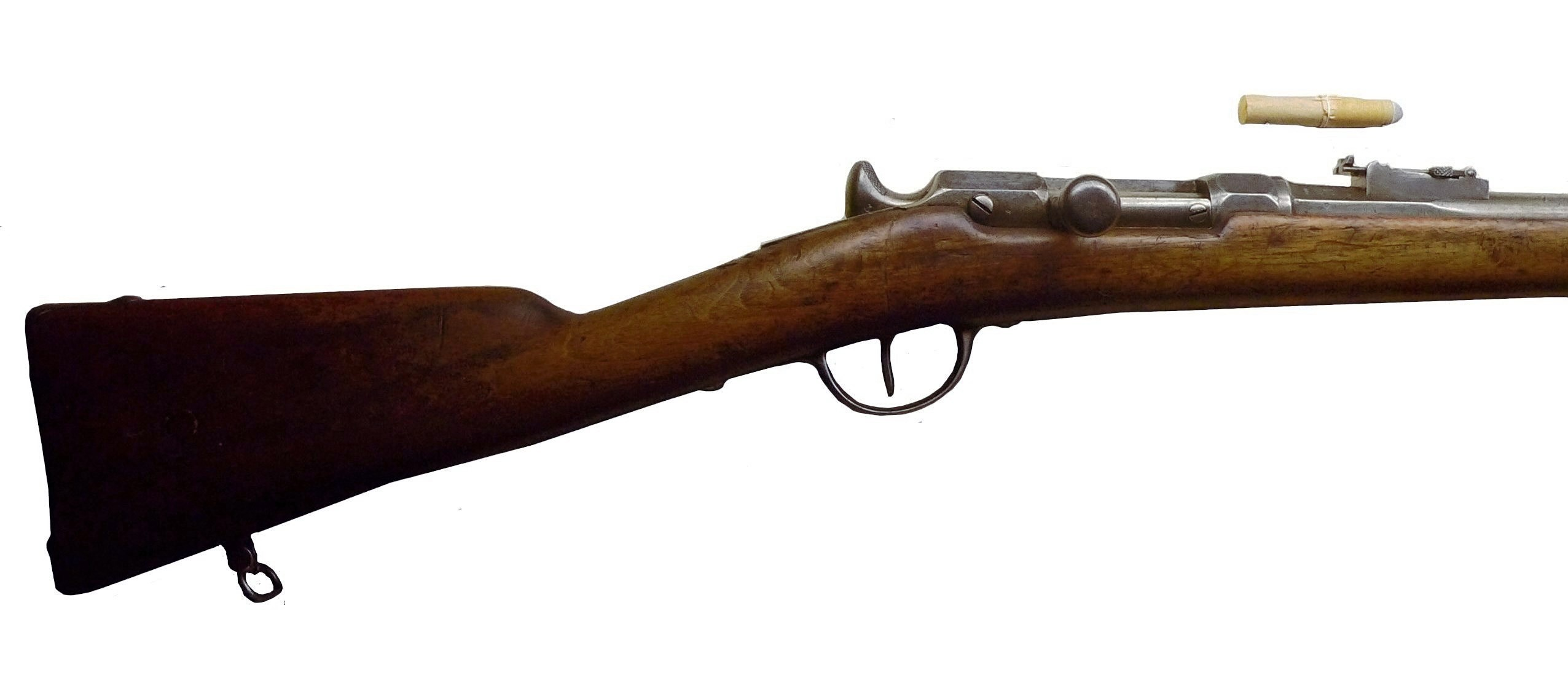
Fusil Chassepot, con un cartucho.

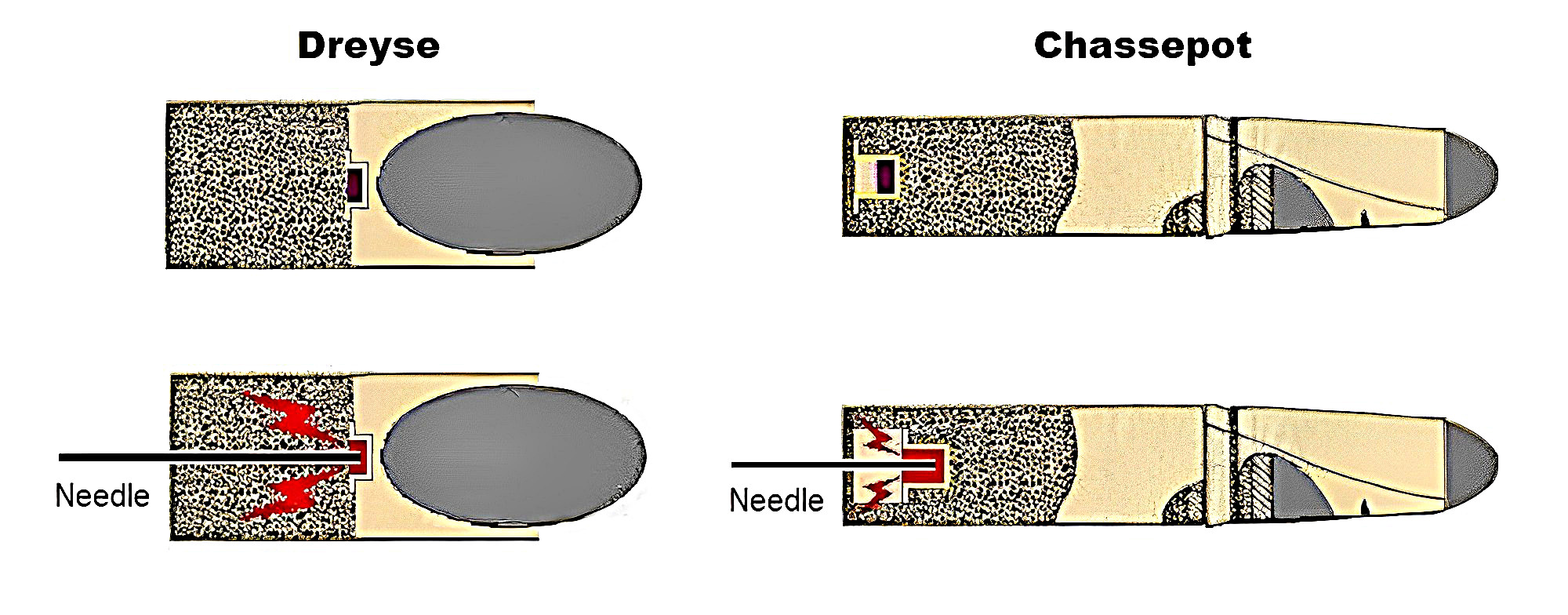
Comparación entre los cartuchos Dreyse y Chassepot.

El fusil Chassepot lleva el nombre de su inventor, Antoine Alphonse Chassepot (1833–1905), quien, desde 1857 en adelante, construyó varios modelos experimentales de fusiles de cerrojo, convirtiéndose en el fusil estándar de Francia en 1866. Al año siguiente hizo su primera aparición en la Batalla de Mentana, el 3 de noviembre de 1867, donde infligió importantes bajas a las tropas de Giuseppe Garibaldi. Se reportó al Parlamento francés que "Les Chassepots ont fait merveille!", lo cual puede traducirse como: "Los Chassepot hicieron maravillas!". La verdad detrás de esta frase era que las pesadas balas de plomo cilíndricas disparadas a alta velocidad por el fusil Chassepot infligían heridas que eran mucho peores a las infligidas por el ya obsoleto fusil Minié.
En la guerra Guerra franco-prusiana (1870–1871) probó ser bastante  superior que el fusil Dreyse alemán, duplicando su alcance efectivo.
El fusil Chassepot utilizaba un cartucho de papel combustible que alojaba una bala de plomo de 11 mm, cilíndrica y con cabeza redonda. Una cápsula de percusión invertida se albergaba por la parte posterior del cartucho de papel. El cartucho era disparado por el percutor en forma de aguja del Chassepot al presionar el gatillo.

## Fusil de aguja Carcano
El fusil de aguja Carcano 1860/67 (Carcano Fucile di Fanteria Modello 1860/67) fue desarrollado por Salvatore Carcano, un técnico italiano. Este fusil era accionado al tirar de una perilla en la parte posterior del cerrojo, retrayendo la aguja y permitiendo que se pudiese levantar la manija del cerrojo. Fue adoptado en 1867 en Italia.
El fusil de aguja Carcano Modello 1868 presentaba pocas diferencias en comparación con el modelo 1860/1867.